# Karl Schweighöfer (Politiker)
Karl Schweighöfer (* 1827 in Usingen; † 19. Januar 1878 ebenda) war ein deutscher Politiker und Mitglied des Nassauischen Kommunallandtags.

## Leben
Karl Schweighöfer wurde als Sohn des Zimmermanns Johann Anton Schweighöfer und dessen Ehefrau Charlotte Weber geboren. Er übernahm in seinem Heimatort das väterliche Bau- und Bedachungsgeschäft und betätigte sich kommunalpolitisch. Von 1854 bis 1871 war er Ratsmitglied im Usinger Stadtrat. 
1868 wurde er in den Nassauischen Kommunallandtag des preußischen Regierungsbezirks Wiesbaden gewählt und war Mitglied des Eingaben-, Finanz- und Wegeausschusses. 
Er setzte sich für allgemeine, gleiche, geheime und unmittelbare Wahlen ein. Doch erst mit dem Wahlgesetz aus dem Jahr 1920 wurden die längst geforderten Kriterien ungesetzt. 
Von 1871 bis 1875 war er Mitglied des Ständischen Verwaltungsausschusses und von 1872 bis 1878   Mitglied der Handelskammer Wiesbaden. 